# 巴班卡
巴班卡（烏克蘭語：Бабанка）是位於烏克蘭中部的市級鎮，由切爾卡瑟州烏曼區的巴班卡市鎮負責管轄。該镇處於列武哈河畔，分別距離烏曼22公里和切爾卡瑟183公里，海拔高度176米，2018年人口2,247。